# Expedient
Expedient – плавуча установка з регазифікації та зберігання зрідженого природного газу (Floating storage and regasification unit, FSRU), споруджена для компанії Excelerate Energy.

## Загальна інформація
Починаючи з 2005-го року Excelerate Energy створила найбільший в світі флот FSRU, при цьому її сьомим судном цього типу стало Expedient, яке завершили у 2010-му на південнокорейській верфі  Daewoo Shipbuilding&Marine Engineering.
Розміщена на борту регазифікаційна установка здатна видавати 15,5 млн м3 на добу. Зберігання ЗПГ відбувається у резервуарах загальним об’ємом 150900 м3. 
За необхідності, судно може використовуватись як звичайний ЗПГ-танкер та пересуватись до місця призначення зі швидкістю до 19,2 вузла.

## Служба судна
Відомо, що у 2010 році «Expedient» відвідала британський термінал Teesside GasPort – один зі створених Excelerate Energy специфічних терміналів, що не мали постійної установки, оскільки для них були важливими функції ЗПГ-танкеру та регазифікації (такі об’єкти забезпечували доступ до розвинених газотранспортних систем, які могли самостійно впоратись із зберіганням ресурсу після регазифікації).
Певний час судно використовували як ЗПГ-танкер, а у другій половині 2014 – першій половині 2015 «Expedient» працювала на ізраїльському терміналі у Хадері.
Нарешті, з 2016-го установка узялась за виконання першого довгострокового контракту на аргентинському терміналі Ескобар. Станом на листопад 2022-го «Expedient» все ще перебувала тут.